# Gesamtanlage Stadt Aach

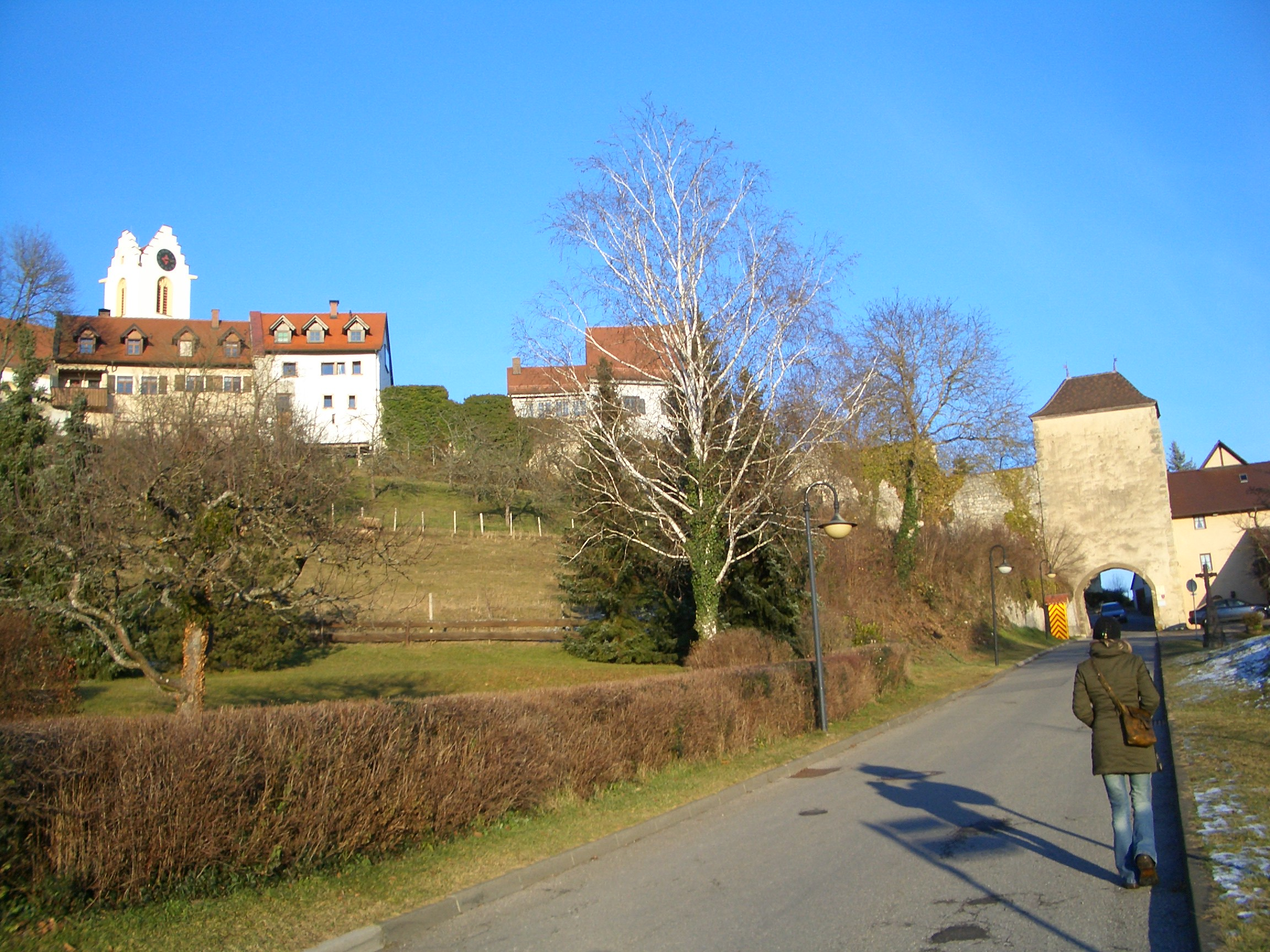
Altstadt von Aach

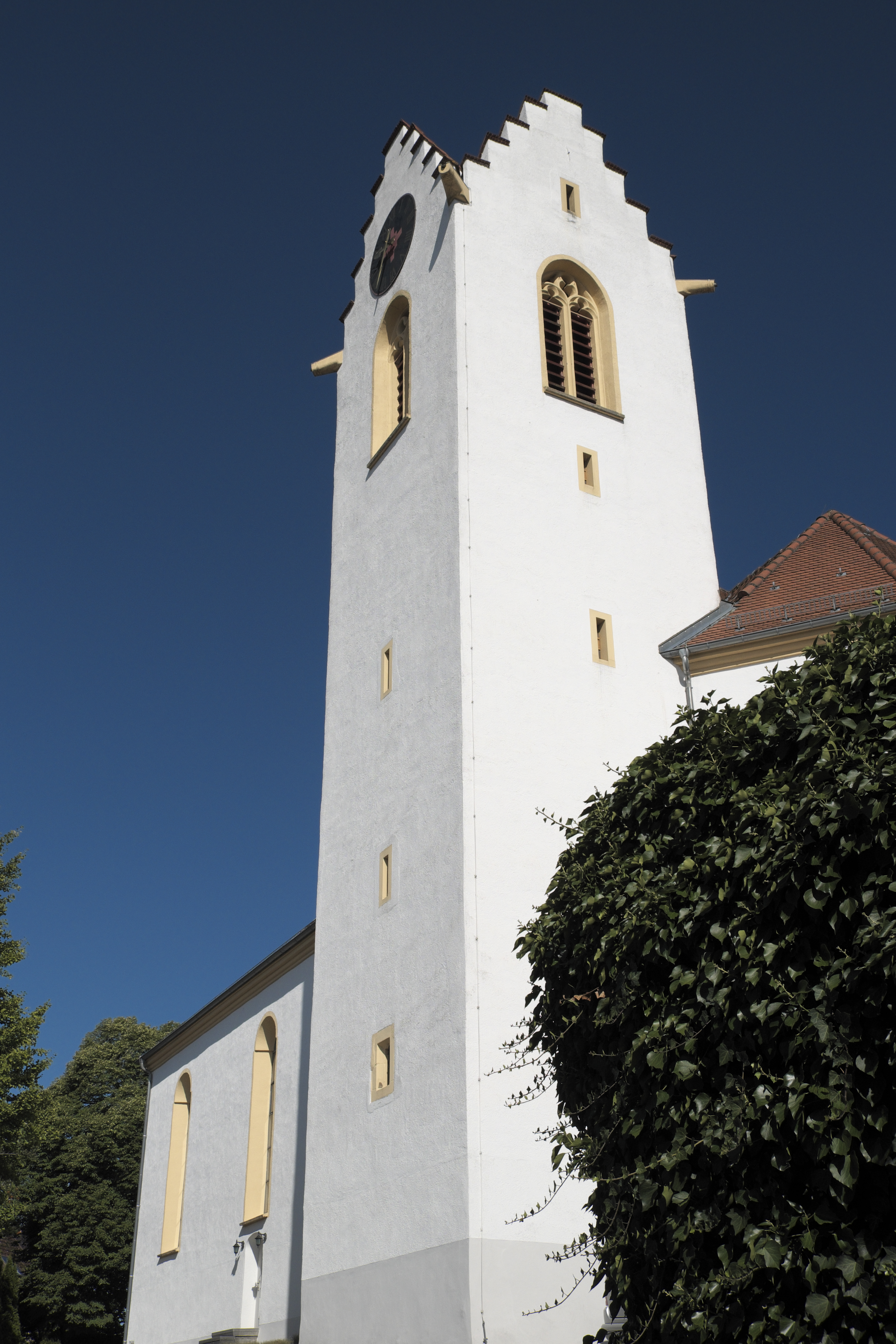
Katholische Pfarrkirche St. Nikolaus

Die Gesamtanlage Stadt Aach in Aach, einer Stadt im Landkreis Konstanz in Baden-Württemberg, besteht aus dem Gebiet der im 12./13. Jahrhundert durch das Domkapitel Konstanz und König Rudolf I. von Habsburg auf einem breiten Bergsporn gegründeten Stadt oberhalb des Dorfes und der Quelle der Aach.
Der Ort mit zahlreichen Adelsfamilien wurde mittels einer Stadtmauer, einem vorgelagerten Graben und zwei Stadttoren befestigt. Die Befestigung ist in großen Teilen erhalten. Eine durchgehende ringförmige Straßenführung erschließt mehrere große Freiflächen, die auch als Marktplätze dienten. Sie prägen und strukturieren das Stadtbild.
Die Adels- und Herrenhäuser wurden 1632 im Dreißigjährigen Krieg, 1799 im Koalitionskrieg und beim Stadtbrand im Jahr 1884 nahezu vollständig zerstört. Lediglich die zahlreichen vom Feuer verschonten ehemals öffentlichen Gebäude in der westlichen Stadthälfte zeugen von der alten Stadtstruktur.
Die heute bestehende Baustruktur ist Zeugnis des tiefgreifenden Strukturwandels, die Aach im Laufe der Jahrhunderte erlebte. Mit Engen, Tengen und Blumenfeld gehört Aach zu einer Gruppe mittelalterlicher Kleinstädte im Hegau, die sich durch ihre gut erhaltene Umgrenzung und ihre exponierte topografische Lage auszeichnen. Deshalb handelt es sich bei der Stadt Aach um eine Gesamtanlage im Sinne des § 19 des Denkmalschutzgesetzes, an deren Erhaltung ein besonderes öffentliches Interesse besteht. Aach ist seit 1979 eine geschützte Gesamtanlage.